# František Palík
František Palík (* 29. listopadu 1932 Přibyslavice) je český technik a manažer.

## Biografie
František Palík se narodil v roce 1932 v Přibyslavicích nedaleko Třebíče, v roce 1958 absolvoval Vysokou školu železniční v Praze a v témže roce nastoupil na pozici výzkumného pracovníka do závodu Elektrické lokomotivy pod společností Škoda, mezi lety 1965 a 1970 vedl výzkum lokomotiv v závodě. V roce 1970 získal titul kandidáta věd a nastoupil do oddělení Konstrukce lokomotiv a až do roku 1982 byl šéfkonstruktérem v témže oddělení. Mezi lety 1982 a 1990 působil jako technický náměstek ředitele divize Elektrických lokomotiv ve společnosti Škoda a následně působil jako ve skupině, která vedla projekt vysokorychlostního vlaku pro společnost Škoda, ale v roce 1992 (dle jiného zdroje v roce 1991) odešel a stal se prezidentem a zakladatelem Asociace vysokorychlostní železniční dopravy. Roku 1993 založil společnost Vysokorychlostní a modernizované železnice Praha. V roce 1994 nastoupil do ČKD Praha, kde vedl konsorcium společností projektu Pendolino pro České dráhy. V roce 2002 v ZČU Plzeň začal přednášet o vysokorychlostní železnici.
Je členem Chorvatské akademie věd a zavedl více než 40 patentů. Je prasynovcem konstruktéra bagrů Františka Palíka.